# I Married a Witch
I Married a Witch is een Amerikaanse romantische komedie met fantasy-elementen uit 1942 onder regie van René Clair. De film is gebaseerd op het boek The Passionate Witch (1941) van Thorne Smith en werd destijds in Nederland uitgebracht onder de titels De heks kon tooveren en (in mindere mate) Mijn lief heksje.

## Verhaal
De twee heksen Jennifer en vader Daniel worden als gevolg van de heksenprocessen van Salem door een vonnis van de puriteinse rechter Jonathan Wooley veroordeeld tot de brandstapel. Hun as wordt onder een boom begraven, om zodoende de kwaadaardige geesten gevangen te houden. Uit wraak plaatst Jennifer een vloek op Jonathan: Hij en zijn nageslacht zullen altijd ongelukkig zijn in het huwelijk. Generatie na generatie trouwen de Wooleys met een kwaadaardige vrouw. In 1942 wordt de boom getroffen door bliksem en kunnen de heksen worden bevrijd. In een nabijgelegen huis treffen ze Wallace Wooley aan, een afstammeling en kandidaat voor het gouverneurschap. Wallace zal zeer spoedig in het huwelijk treden met Estelle, de verwende dochter van zijn politieke collega J.B. Masterson.

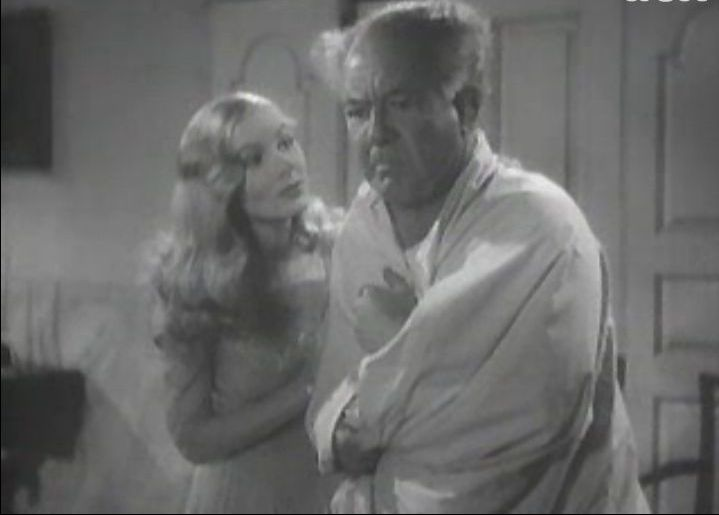
Veronica Lake als Jennifer en Cecil Kellaway als Daniel

Met behulp van haar vader neemt Jennifer de gestalte van een witte maagd aan om Wallace te tormenteren. Om deze spreuk te bewerkstelligen moet Daniel een vuur creëren: hij besluit daarop om een hotel waarin Daniel zich bevindt, in brand te steken. Jennifer redt Wallace van het vuur en probeert hem te verleiden, maar hij focust zich op zijn nabije bruiloft. Jennifer maakt daarom een toverdrankje om Wallace op haar verliefd te laten worden, maar ze neemt het drankje per ongeluk zelf en valt als een blok voor Wallace. Tot groot ongenoegen van Estelle onderbreekt ze de bruiloft van Wallace om hem voor zich te winnen. Daniel wil niet dat Jennifer handelt naar haar gevoelens, en besluit om Wallace in een kikker om te toveren. Hij is echter te dronken om de spreuk uit te voeren en belandt in de gevangenis voor openbare dronkenschap.
Ondertussen blaast Estelle de bruiloft af, nadat zij Wallace en Jennifer omhelzend aantreft. J.B. gebruikt zijn machtige positie om Wallace's naam zwart te maken in alle kranten. Wallace trouwt ondertussen met Jennifer en probeert zijn politieke carrière te redden. Jennifer helpt hem hier een handje bij en zorgt via een spreuk dat het volk op hem stemt bij de verkiezing. Na deze unanieme stemresultaten gelooft Wallace dat Jennifer een heks is. Daniel is reeds vrijgelaten van de gevangenis en walgt zo van zijn dochters relatiekeuze, dat hij haar toverkrachten ontneemt en haar terugbrengt naar de boom waar ze vandaan komt. Ze schakelt Wallace's hulp in, maar hij vangt bij de boom rond middernacht haar levenloze lichaam op.
Ook Daniel heeft het mensenlichaam verlaten en keert als geest terug naar de boom. Jennifer weet om terug in het lichaam van de witte maagd te stappen, met uitleg dat liefde wint van hekserij. Ze sluit het alcoholflesje af waar Daniels geest zich in verstopt, zodat hij niet meer kan ontsnappen. Nadien wordt ze herenigd met Wallace. Jaren later is Jennifer een gelukkig getrouwde moeder en klaagt de schoonmaakster over de nieuwe hobby van de jongste dochter: heksje spelen.

## Rolverdeling
| Acteur              | Personage                                                            |
| ------------------- | -------------------------------------------------------------------- |
| Fredric March       | Wallace Wooley (en Jonathan Wooley, Nathaniel Wooley, Samuel Wooley) |
| Veronica Lake       | Jennifer                                                             |
| Robert Benchley     | Dokter Dudley White                                                  |
| Susan Hayward       | Estelle Masterson                                                    |
| Cecil Kellaway      | Daniel                                                               |
| Elizabeth Patterson | Margaret                                                             |
| Robert Warwick      | J.B. Masterson                                                       |

## Productie

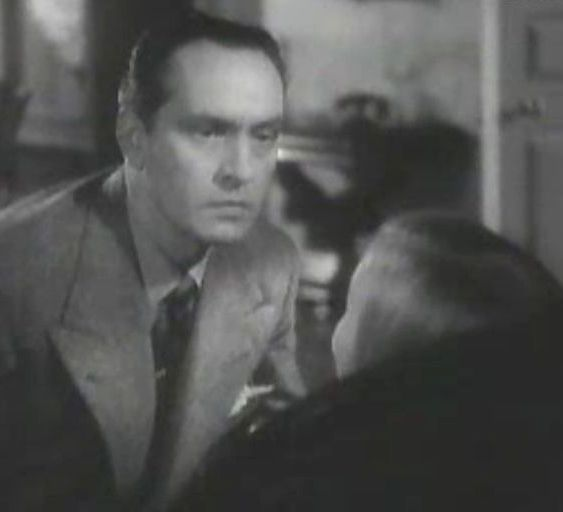
Fredric March als Wallace Wooley

Na zijn eerste Amerikaanse film The Flame of New Orleans (1941) zocht de Franse filmregisseur René Clair naar nieuw materiaal. Zijn agent suggereerde hem een verfilming van het boek The Passionate Witch; Clair stapte met dit idee naar Paramount Pictures. De studio reageerde positief en plaatste Preston Sturges als producent en Veronica Lake als hoofdrolspeelster. Verschillende scenarioschrijvers, onder wie Dalton Trumbo, passeerden de revue. Trumbo verliet het project na een ruzie met Sturges; Sturges trok zich op zijn beurt terug na een meningsverschil met Clair; hij wilde niet dat zijn naam werd vermeld op de aftiteling.
Joel McCrea zou aanvankelijk de mannelijke hoofdrol op zich nemen, maar weest het project af omdat hij na een teleurstellende samenwerking met Lake in Sullivan's Travels (1941) niet nogmaals met haar wilde werken. Fredric March werd geplaatst en begon een stroeve samenwerking met Lake: voordat de film in productie ging, had March al tegen de pers verteld dat hij Lake een 'hersenloze bimbo zonder acteertalent' vond. Lake vond op haar beurt March een 'pompeuze poseur'. Tijdens de opnamen maakte Lake het haar tegenspeler zo moeilijk mogelijk, door bijvoorbeeld tijdens een scène waarin March haar optilt, haar lichaam te verzwaren met gewichten. Naast March hielden ook de andere spelers Lake niet hoog in het vaandel.

## Ontvangst
De film werd in Nederland uitgebracht in 1945. Recensent van Vrij Nederland schreef dat regisseur René Clair "zich zeer verdienstelijk van zijn taak [kwijt], door filmmogelijkheden tot het uiterste uit te buiten. Zijn humor resulteert niet alleen uit de zonderlinge situaties, maar veel meer nog uit de geraffineerde toepassing der filmmiddelen, die voor het welslagen van een filmwerk een allereerste conditie vormen." De recensent noemde de film een "vooruitgang" op zijn gelijknamige film The Ghost Goes West (1935), omdat hij de Amerikaanse filmindustrie niet imiteert, maar dicht bij zijn Franse filmstijl blijft.
I Married a Witch werd genomineerd voor een Academy Award in de categorie "Beste Muziek" en kwam in aanmerking voor verschillende lijsten van het American Film Institute. De film zou een inspiratiebron zijn geweest voor de succesvolle sitcom Bewitched.